# Jan Krzysztof Adamkiewicz
Jan Krzysztof Adamkiewicz (ur. 5 kwietnia 1952 w Poznaniu, zm. 12 lutego 1986 tamże) – polski poeta i publicysta.

## Życiorys
Ukończył filologię polską na Uniwersytecie im. Adama Mickiewicza w Poznaniu. Debiutował na łamach prasy jako poeta w 1971 r. W drugiej połowie lat 70. związany był z formacją poetycką Nowa Prywatność. W latach 1977–80 był doręczycielem pocztowym, a w latach 1980–81 – pracownikiem fizycznym szpitala wojewódzkiego. Od września 1980 członek „Solidarności”, był jej przedstawicielem w negocjacjach z władzami województwa poznańskiego. 15 grudnia 1981 został internowany w Ośrodku Odosobnienia w Gębarzewie, zwolniony w kwietniu 1982. Od 1982 był archiwistą Naukowego Instytutu Włókien Naturalnych. Pochowany na zabytkowym Cmentarzu Bożego Ciała na Wildze w Poznaniu przy ul. Bluszczowej 14A (kwatera NK, rząd 13, miejsce 1). 
W 1981 otrzymał Nagrodę Czerwonej Róży za tom Sytuacja zastana. Po śmierci poety ukazały się jego zbiorki Fotografie, Obcy, obecny  oraz Szkło.

## Wybrana twórczość – zbiory poezji
- Zaledwie pozory sytuacji (1976)
- Sytuacja zastana (1980)
- Polecenie przed podróżą (1985)
- Fotografie (1987)
- Szkło (1988)